# Rubens Barrichello
Rubens Barrichello (teljes nevén: Rubens Gonçalves Barrichello; São Paulo, 1972. május 23. –) brazil autóversenyző, jelenleg a Stock Car Brasil sorozatban szereplő Full Time Sports versenyzője.
Korábban, 2012-ben az IndyCar, előtte pedig 1993-tól 2011-ig a Formula–1 mezőnyének volt a tagja. Itt pályafutása során a 2007-es évet kivéve minden szezonban szerzett pontot. A 2008-as török nagydíjtól számítva több mint egy évtizeden át ő volt minden idők legtapasztaltabb Formula–1-es versenyzője, egészen 2020-ig (ekkor Kimi Räikkönen döntötte meg ezen rekordját). Kétszer végzett az egyéni világbajnokság harmadik, és szintén kétszer a második helyén. Legjobb eredményét 2002-ben és 2004-ben érte el, amikor egyaránt a 2. helyen végzett a szezon végén Michael Schumacher mögött.

## Pályafutása

### A Formula–1 előtt
Barrichello 1981-ben, kilencévesen kezdett el gokartozni. 1988-ig öt brazil bajnoki címet és két Dél-Amerika-bajnoki címet nyert. 1988-ban a kilencedik helyen végzett a gokart világbajnokságban, majd 1989-ben autókra váltott. Ebben a szezonban a negyedik helyen végzett a brazil Forma-Ford 1600 bajnokságban.
1990-ben Európába költözött és a Forma-Vauxhall-Lotus sorozatban (11. hely), valamint a Forma-Opel-Lotus sorozatban versenyzett, amelyet azonnal meg is nyert (futamgyőzelem Zandvoortban, Silverstone-ban, Hockenheimben, Spa-Francorchamps-ban és Jerezben). Ugyanezt tette a következő szezonban a West Surrey Racing Team színeiben a brit Formula–3-ban, ahol David Coulthard volt legnagyobb ellenfele.
1992-ben a Forma-3000-be szerződött az Il Barone Rampante csapathoz és a bajnokság harmadik helyét szerezte meg. Tehetségére ekkor már a Formula–1-es csapatok is felfigyeltek, így 1993-ra leszerződtette a Jordan csapat.

### A Formula–1-ben

#### 1993-96: Jordan

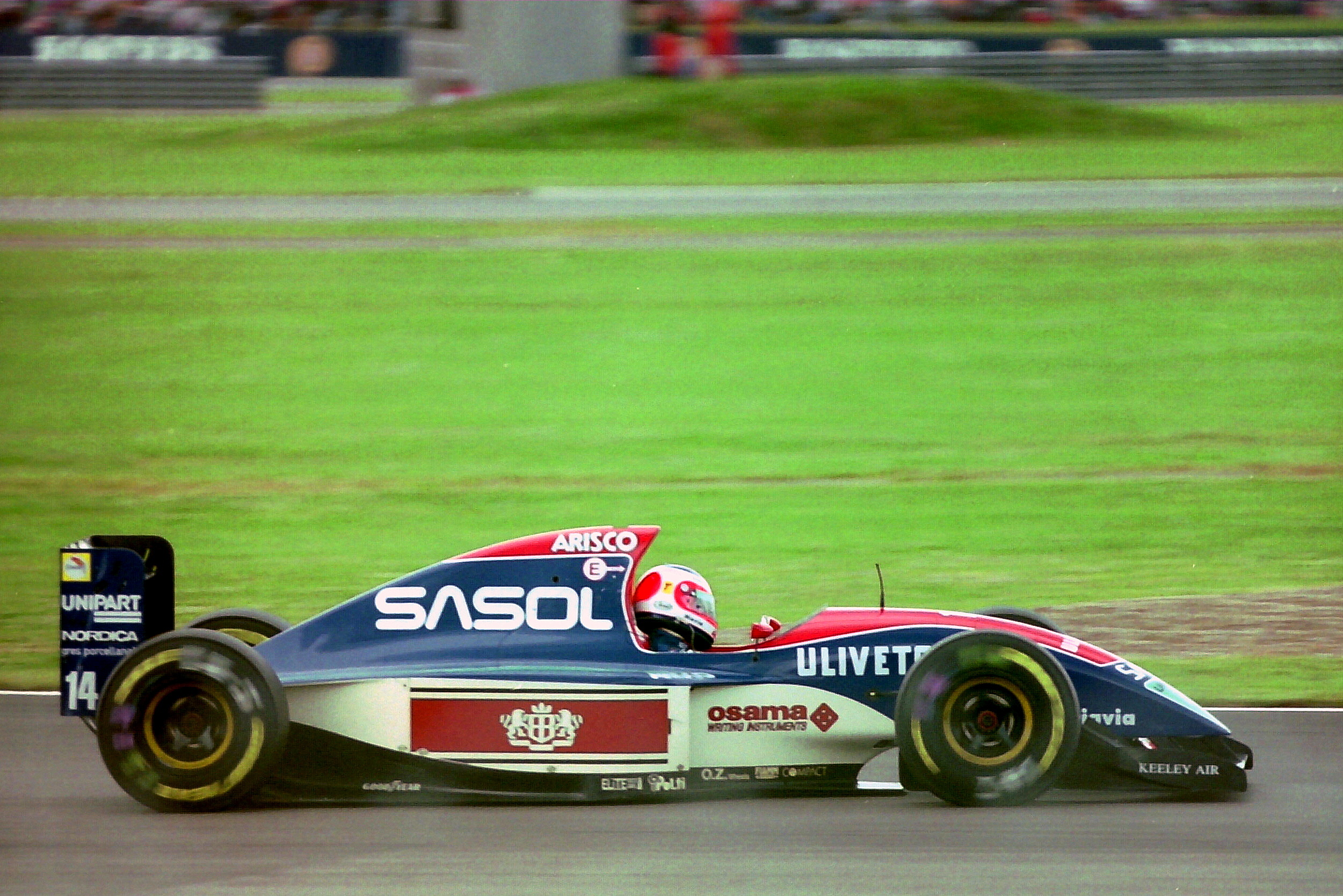
1993-ban a Brit Nagydíjon

Barrichello két pontot szerzett első Formula–1-es szezonjában, 1993-ban és a bajnokság 17. helyén végzett, de ez nem tükrözi híven a nyújtott teljesítményét: mindössze harmadik futamán, az európai nagydíjon például a harmadik helyen autózott, amikor műszaki hiba miatt kiesett.
1994 nagy sokkal kezdődött a Formula–1 számára: a szezon harmadik versenyhétvégéjén, a San Marinó-i nagydíjon életét vesztette Roland Ratzenberger az időmérő edzésen, majd Ayrton Senna a versenyen. Rubens Barrichello még a pénteki szabadedzésen szenvedett súlyos balesetet és kórházba került. Könnyebben sérült (rövid eszméletlenség, orrtörés), de Senna halálhíre nagyon lesújtotta – annál is inkább, mivel a háromszoros világbajnok barátja és pártfogója volt.
Barrichello a szezon során 19 pontot gyűjtött és a világbajnoki pontverseny hatodik helyén végzett. Legemlékezetesebb pillanata az volt, amikor Spa-Francorchamps-ban pole-pozíciót szerzett. Soha előtte még ilyen fiatal versenyzőnek nem sikerült ez a bravúr. (2003-ban Fernando Alonso döntötte meg ezt a rekordot).
A brazil versenyző 1995-ben és 1996-ban is a Jordannél maradt, előbbi szezonban 11 ponttal a 11. helyen végzett a világbajnokságban, utóbbiban 14 ponttal a nyolcadik helyen. Az 1995-ös szezon végén ajánlatot kapott a Ferrari csapattól, hogy legyen Michael Schumacher csapattársa az átszerveződő olasz csapatnál, ám Barrichello olyan sokáig hezitált, hogy végül csapattársa, Eddie Irvine kapta meg a megbízatást.

#### 1997-99: Stewart

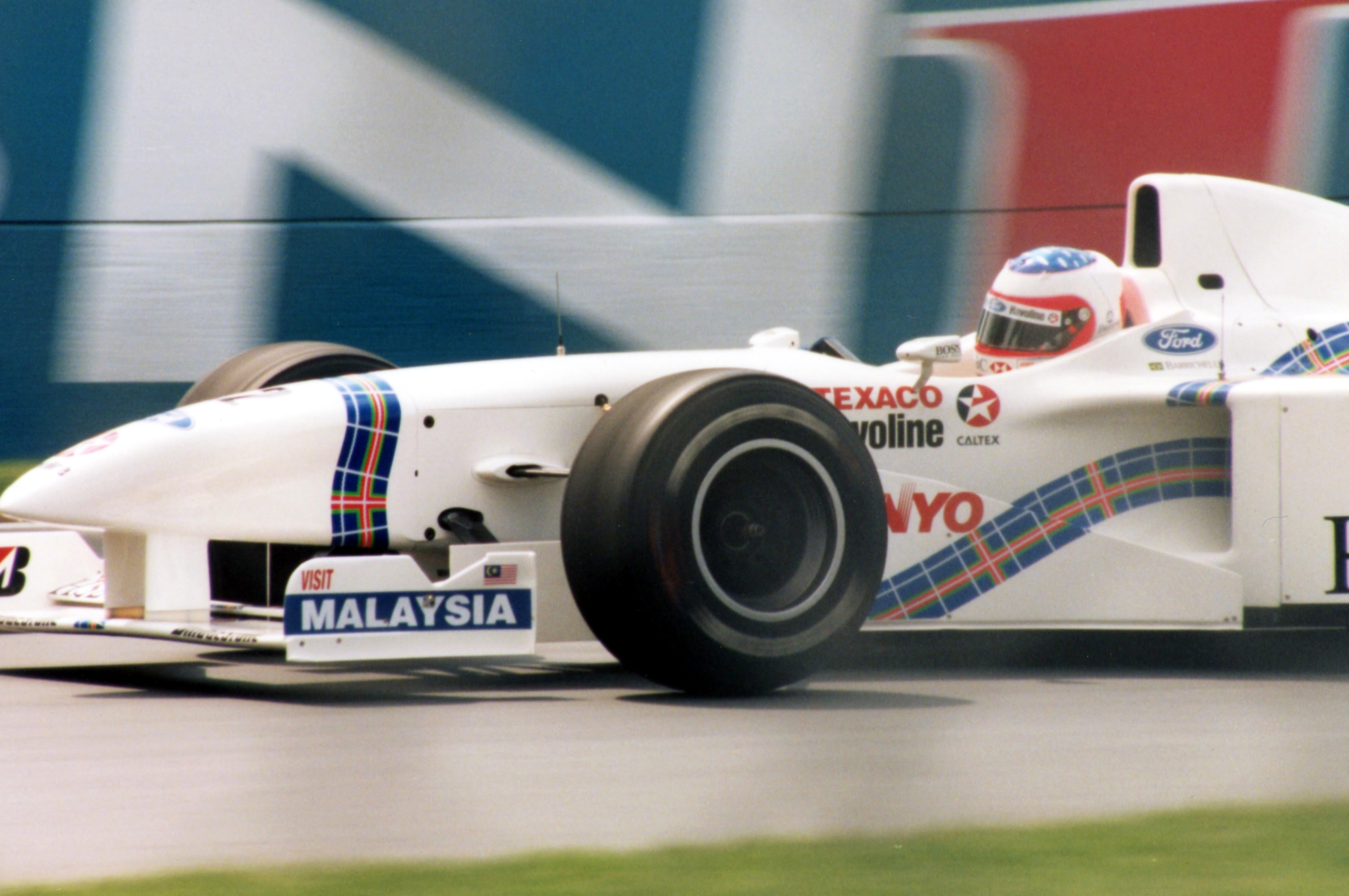
Barrichello a Stewarttal 1997-ben

1997-ben Barrichello az újonnan alakuló Stewart csapathoz szerződött, melynek alapítója, tulajdonosa és névadója a háromszoros világbajnok, Jackie Stewart volt. Barrichello remek kapcsolatot alakított ki a skót csapatvezetővel – szinte apa-fiú viszony volt az övék.
1997-ben a brazil versenyző a világbajnokság 13. helyén végzett 6 ponttal, 1998-ban pedig a 12. helyen 4 ponttal. 1999-ben a Stewart jelentősen feljavult és Barrichello azonnal megcsillantotta tudását: szerzett egy pole-pozíciót Magny-Cours-ban, háromszor végzett dobogón és többször vezette a versenyt. Csapattársánál, Johnny Herbertnél a szezon legnagyobb részében jobb teljesítményt nyújtott, így a sors furcsa fintoraként értékelhető, hogy a kaotikus európai nagydíjat Herbert nyerte meg, míg Barrichello „csak” harmadik lett. A szezon végén Barrichello 21 ponttal a 7. helyen végzett, teljesítményével pedig ismét magára irányította a Ferrari figyelmét.

#### 2000-05: Ferrari

##### 2000

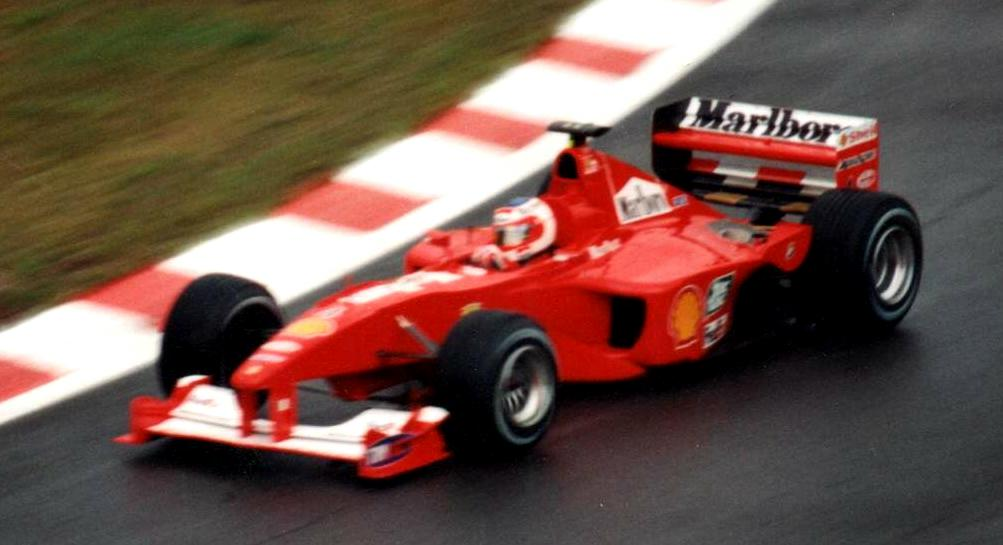
Barrichello az új csapatánál

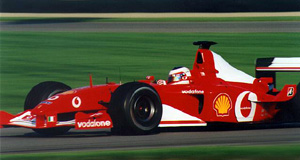
2003-ban a Ferrarival

Barrichello ezúttal elfogadta a legendás olasz csapat ajánlatát, így az akkor még kétszeres világbajnok Michael Schumacher csapattársa lett. Barrichello rögtön első Ferrarival futott versenyén – a 2000-es ausztrál nagydíjon – a második helyen végzett Schumacher mögött és a szezon során még további nyolc alkalommal állhatott fel a dobogóra.
Kilenc dobogós helyezéséből négy volt harmadik hely, négy második és egy alkalommal, esős versenyben – Hockenheimben – nyerni is tudott. Az időmérő edzésen a brazil versenyző csak a 18. helyet szerezte meg, mivel elromlott az autója és a csapattársára beállított tartalékautóval csak nehezen bírt. A verseny azonban szerencsésen alakult számára: Schumacher kiesett, a Ferrari legnagyobb riválisának számító McLaren-Mercedes versenyzői, Mika Häkkinen és David Coulthard pedig egy rossz – vagy inkább bátortalan – döntés áldozatai lettek. A futam végén elkezdett esni az eső és a két McLaren-versenyző kiment intermediate gumikért a boxba. Barrichello azonban vállalta a kockázatot, hogy továbbra is száraz gumikon marad kint a vizes pályán, és ez a merészség meghozta számára pályafutása várva-várt első Formula–1-es futamgyőzelmét. Emlékezetes pillanat volt, amikor a futam után Barrichello a dobogón állva egy brazil zászlót szorongatva zokogott örömében. Az 1993-as, Senna győzelmével zárult ausztrál nagydíj óta nem nyert brazil versenyző futamot a Formula–1-ben.
A szezon végén Barrichello 62 ponttal a világbajnokság negyedik helyén végzett és csapattársával, Schumacherrel – aki megnyerte az egyéni világbajnokságot – együtt a konstruktőri világbajnoki címet is megszerezték a Ferrarinak.

##### 2001

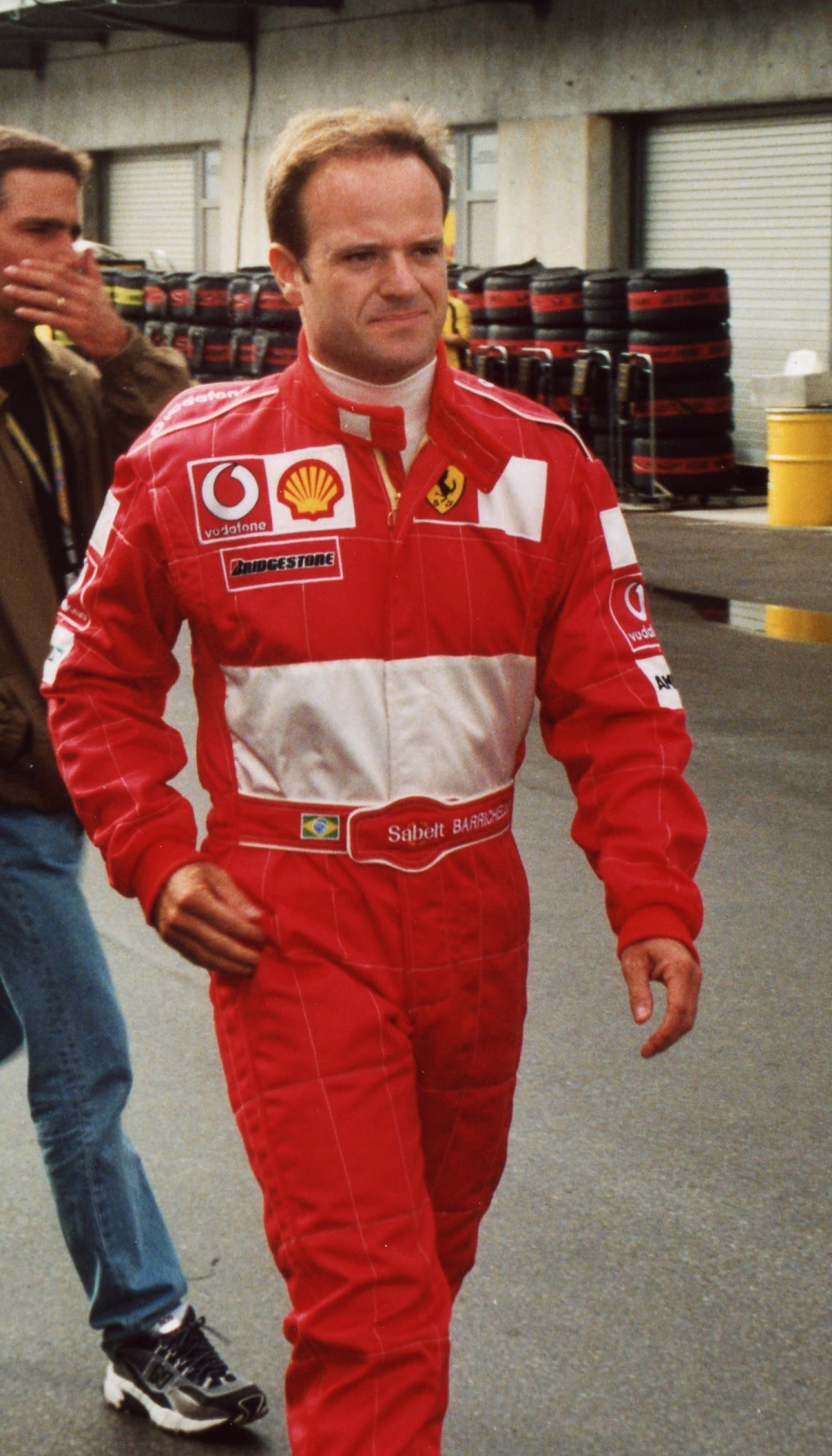
Rubens Barrichello 2002-ben

2001-ben Schumacher ismét diadalmaskodott a világbajnokságban, ám Barrichellónak ezúttal nem sikerült futamot nyernie. Dobogóra azonban tíz alkalommal állhatott fel – ebből ötször-ötször a második, illetve harmadik helyre. A világbajnokságban 56 ponttal a harmadik lett Schumacher és Coulthard mögött. A Ferrari ismét világbajnok lett a konstruktőrök között.

##### 2002
2002-ben a Ferrari dominált és Schumacher fölényesen – 144 pontot gyűjtve – nyerte meg a világbajnokságot. Barrichello második lett, de „csak” 77 ponttal. A brazil versenyző négy alkalommal nyert: az európai nagydíjon, a magyar nagydíjon, az olasz nagydíjon és az Egyesült Államok Nagydíján. Utóbbi futamon Schumacher átengedte neki a győzelmet – feltehetőleg törlesztésként azért, mert Barrichello a szezon hatodik futamán, az osztrák nagydíj utolsó körében csapatutasításra maga elé engedte a németet. Az eset nagy felháborodást váltott ki és következményeként 2003-tól betiltották a direkt csapatutasítás alkalmazását a Formula–1-ben.
Más kérdés, hogy a csapatok számára továbbra is kínálkoznak lehetőségek arra, hogy – bizonyíthatatlanul – beavatkozzanak a két versenyzőjük közötti versenybe.

##### 2003
2003-ban visszaesett a Ferrari, Schumacher azonban ismét megnyerte az egyéni világbajnoki címet, a Ferrari pedig a csapatvilágbajnoki címet – de csak két ponttal Kimi Räikkönen (McLaren-Mercedes) előtt. Barrichello két versenyt nyert (Silverstone, Suzuka) és 65 ponttal a bajnokság negyedik helyén végzett.

##### 2004
2004-ben újabb domináns Ferrari-év következett, ám míg Schumacher 13 futamot nyert, addig Barrichello „csak” kettőt (Monza, Sanghaj). A világbajnoki pontversenyben a brazil 114 pontot gyűjtött és második lett Schumacher mögött. Ez természetesen a Ferrarinak is újabb konstruktőr-világbajnoki címet jelentett.

##### 2005

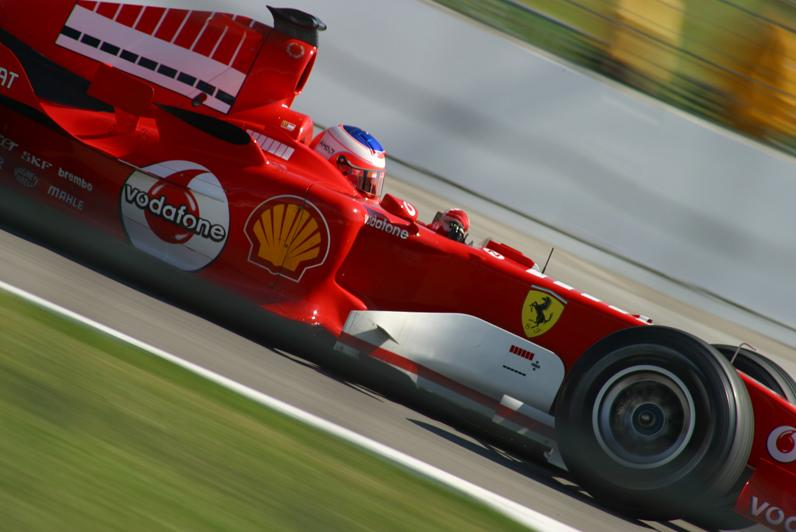
A 2005-ös Amerikai Nagydíjon

2005-ben a Ferrari versenyképessége – feltehetőleg az új szabályok miatt, amelyek egy szett gumi használatát engedélyezték egy versenyre – hatalmasat zuhant. Az előző évi dominanciából semmi sem maradt, versenyt is csak egyet tudtak nyerni: Schumacher révén azt az indianapolisi futamot, amelyen a Michelin gumijait használó csapatok nem álltak rajthoz, mivel abroncsaik veszélyesnek bizonyultak a pályán. Barrichello 38 ponttal a világbajnokság nyolcadik helyén fejezte be a szezont – és ezzel pályafutása Ferrarinál eltöltött szakaszát.
A brazil versenyzőt egy ideje már nyomasztotta, hogy nem tud kilépni Schumacher árnyékából, az utolsó csepp a pohárban az volt, amikor Monacóban Schumacher – a hetedik helyért – agresszíven megelőzte őt az utolsó körben. Barrichello a médiában is hangot adott nemtetszésének, „veszélyesnek” ítélve a manővert.
Barrichello ebben az időszakban már tárgyalásokat folytatott a Hondával, akik Jenson Button mellé kerestek csapattársat 2006-ra. A brazil versenyző csapatváltását az is ösztönözte, hogy a Hondánál honfitársa és régi barátja, Gil de Ferran lett a sportigazgató. Barrichellót ugyan 2006 végéig szerződés kötötte a Ferrarihoz, ám a Ferrari hajlandó volt szankciók nélkül belemenni az idő előtti szerződésbontásba, így a versenyző 2006-tól a Hondánál folytathatta pályafutását.

#### 2006-08: Honda

##### 2006

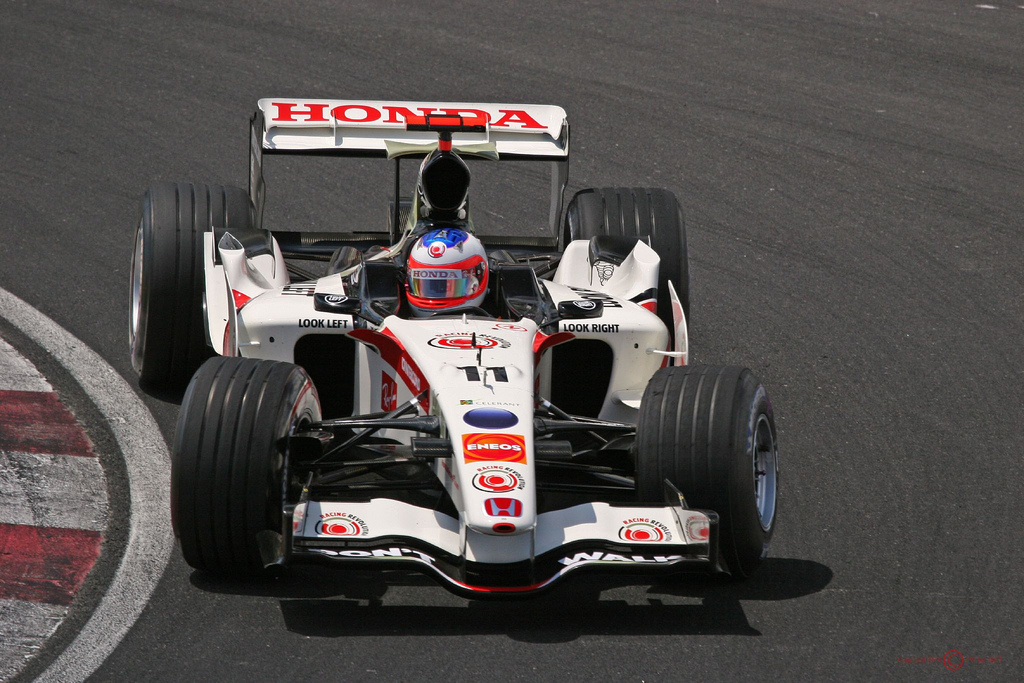
Barrichello a 2006-os kanadai nagydíjon

Barrichello 2006-ban tehát Jenson Button oldalán a Honda versenyzője lett. A szezon elején Button jobb volt nála, mivel a Honda által megkövetelt vezetési stílus nagyban különbözött mindattól, amihez eddig Barrichello hozzászokott. Barrichello azonban a neki nem fekvő Hondával is javult és a legutóbbi futamokon már leggyakrabban Button előtt kvalifikálta magát.

##### 2007

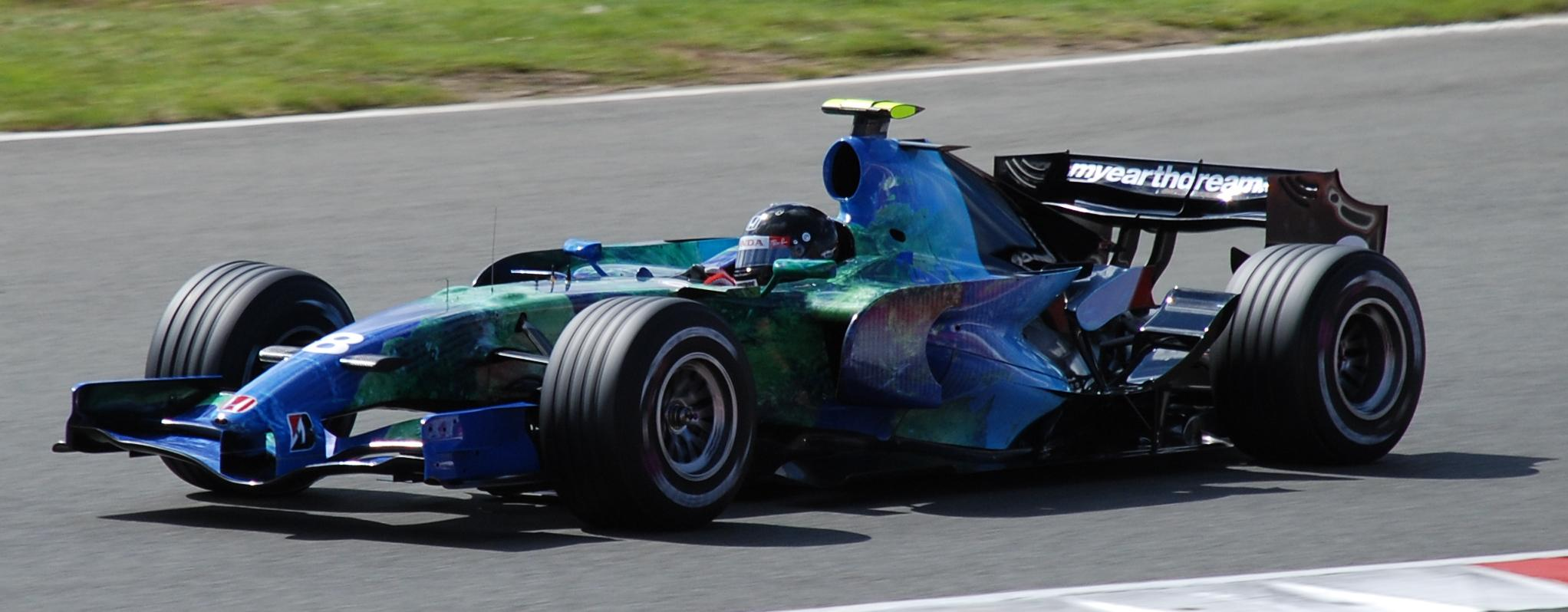
Barrichello a 2007-es brit nagydíjon

2007-ben a Honda gyári csapata drámaian visszaesett, az idény első felében még a fiókcsapatuk, a Super Aguri is jobb volt náluk. Az időmérő edzéseken nagyon ritkán jutottak be a harmadik szakaszba, a pontszerzés pedig rendre elmaradt. A kínai nagydíj után szóba került a menesztése, amikor is Button a gyengécske Hondával megszerezte a versenyen az ötödik helyet, ám Barrichello csak 15. lett. Az évadot végül 0 ponttal fejezte be Barrichello, így eddig ez az egyetlen teljes szezon a karrierjében, amikor nem szerzett pontot.

##### 2008

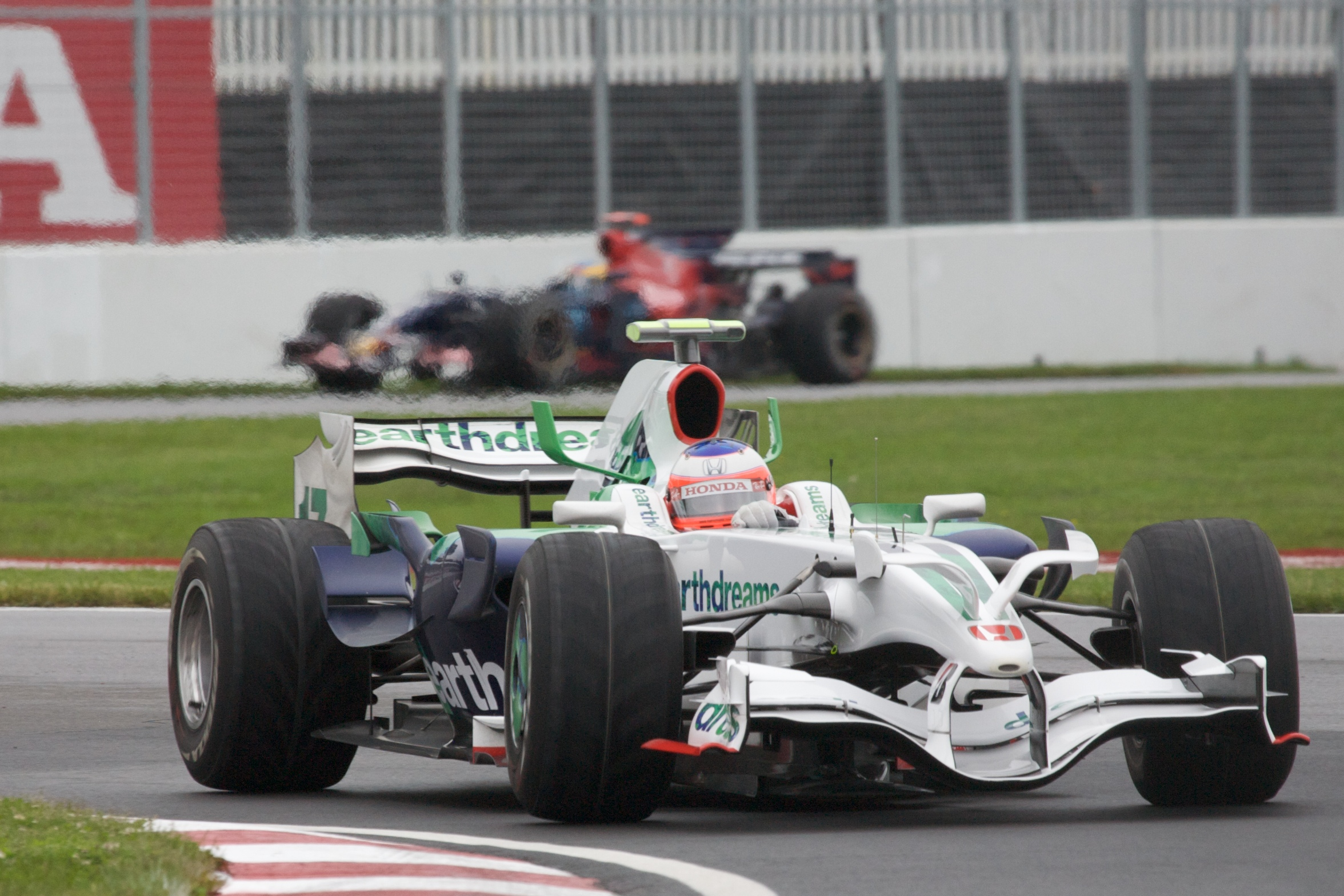
Barrichello a Hondával a 2008-as kanadai nagydíjon

2008-ban a 16. szezonját kezdte meg a Formula–1-ben, amely során megdöntötte a legtöbb versenyen való indulás rekordját. Ezt 1993 óta Riccardo Patrese tartotta, 256 futammal. A szezonnyitó ausztrál nagydíjon a 6. helyezést érte el, de utólag kizárták, mert a versenyen piros lámpánál hagyta el a boxutcát. A maláj nagydíjon a 13., a Bahreinin a 11. helyen ért célba. A spanyol nagydíj előtt az új fejlesztéseknek köszönhetően optimista volt, de csak a 11. helyről indulhatott. A versenyen az egyik boxkiállásnál megrongálódott több terelőszárny is az autóján, ami a futam feladására kényszerítette. Barrichello és a Honda csapat a török nagydíjon ünnepelte a 257. futamát és Patrese rekordjának a megdöntését. A versenyen a 12. helyről indulva 14.-ként ért célba, körhátrányban. Az esős monacói nagydíjon megszerezte első 2008-as pontjait, 6. lett. Ezzel véget ért a 2006-os brazil nagydíj óta tartó, 23 futamot felölelő pontszerzés nélküli sorozata. Kanadában ismét pontot szerzett, egykiállásos stratégiával a tizedik helyről a hetedikre jött föl. Rövid ideig a versenyt is vezette. A francia nagydíjon váltócsere miatt rajtbüntetést kapott, és csak az utolsó, 20. helyről indulhatott, ahonnan a 14.-re küzdötte fel magát.
A brit nagydíjon a 3. helyre repítette a Hondát a zuhogó esőben, a csapat jó taktikájának – amikor nagyon rákezdett az eső, kihívták extrém esőgumiért – köszönhetően. Hockenheim már nem alakult ilyen jól Barrichello és a Honda számára: a versenyző csak a 18. helyről indulhatott, és miután ütküzött az 50. körben, kiesett a versenyből.
A magyar nagydíjon megint csak a 18. lett az időmérőn, igaz, most Sébastien Bourdais öthelyes rajtbüntetése (ő a 14. helyre kvalifikálta magát) miatt előrelépett egy helyet. Az első boxkiállásánál a csőből kifolyt és meggyulladt a benzin, el kellett oltani, ettől a kiállás nagyon elhúzódott. Így Barrichello csak a 16. lett. Valenciában már csak a 19. lett az időmérőn, és a futamon a boxból kellett rajtolnia. Végül itt is csak a 16. lett. A belga nagydíjat feladni kényszerült, Olaszországban 17. lett. A szingapúri nagydíjon ismét műszaki hiba hátráltatta, egyike volt a verseny öt kiesőjének.
Az idény hátralevő három versenyén célba ért ugyan, de pontot már nem szerzett. A világbajnokságban a 14. helyen zárt, 11 ponttal.

#### 2009 – Brawn GP

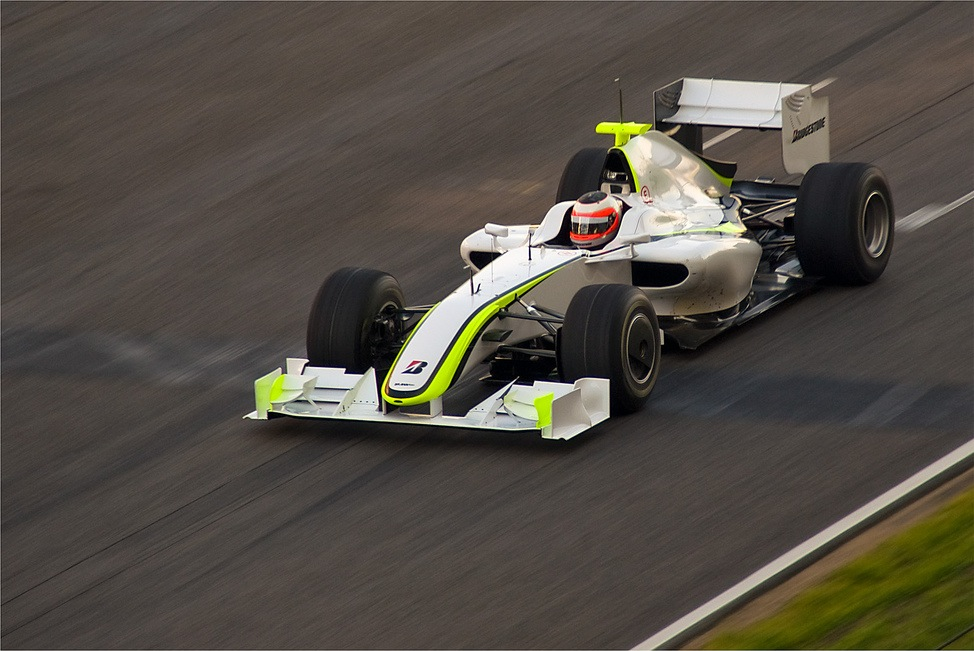
Barrichello teszteli új autóját

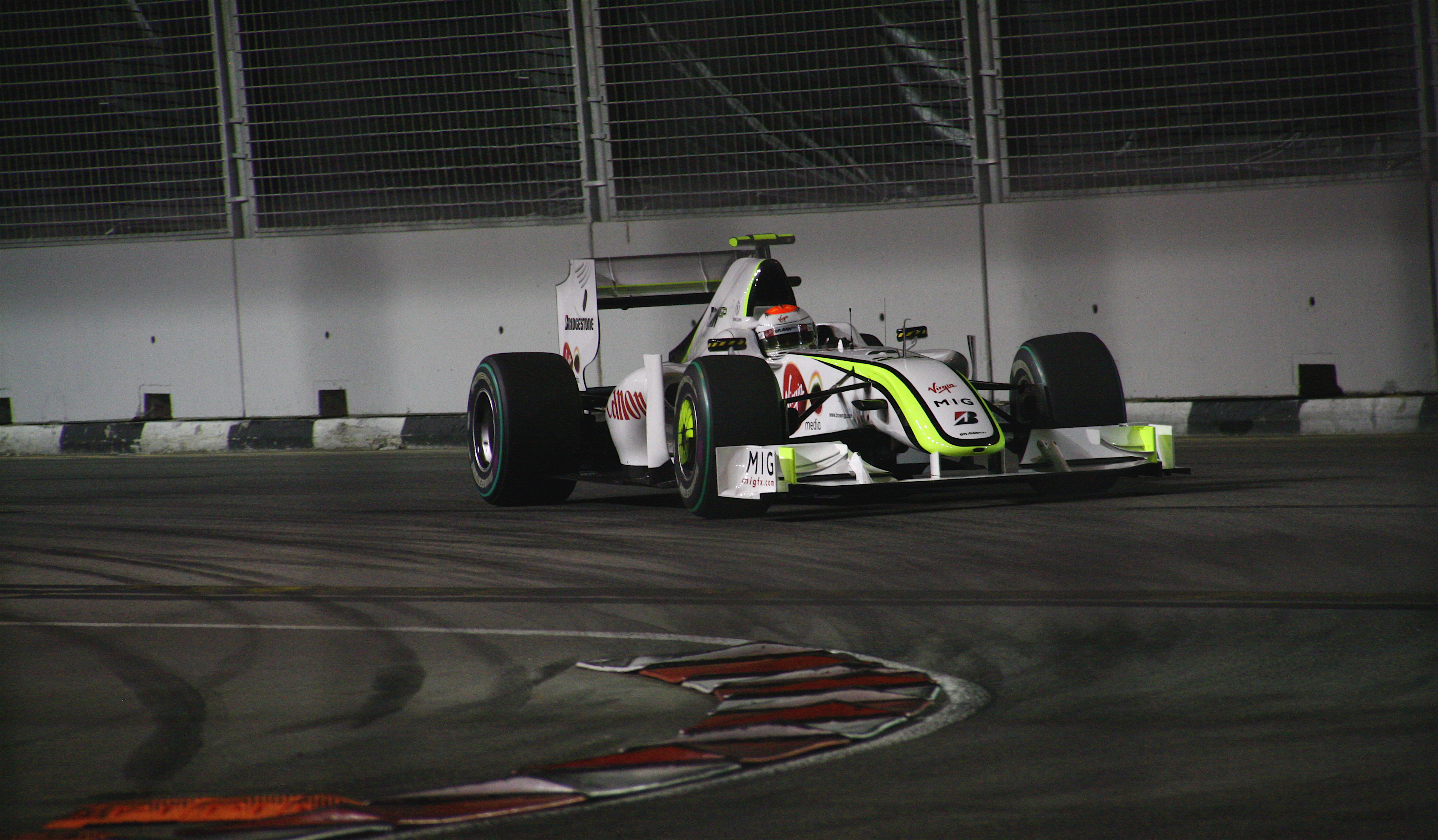
Szingapúrban

2008 decemberében a Honda bejelentette, hogy kiszáll a Formula–1-ből és eladja csapatát. Hosszú várakozás után, 2009 februárjában végül a korábbi csapatfőnök, Ross Brawn vette meg a korábbi Honda csapatot és Brawn GP néven, brit színekben benevezte a 2009-es világbajnokságra. Barrichello helye is ekkor vált véglegessé, Bruno Sennával szemben. Az új szabályoknak megfelelő autó készen volt ugyan, de a versenyzők csak néhány héttel a világbajnokság rajtja előtt tesztelhették.
Az idénynyitó ausztrál nagydíjon a második helyről rajtolhat csapattársa, Button mellől, és a második helyen végzett, Button pedig az első helyet szerezte meg Ausztráliában. A második, Maláj nagydíjon Barrichello ismét kedvező pozícióból indulhatott, de a félbeszakított versenyt végül 5. helyen zárta, csapattársa Jenson Button pedig ismét megszerezte az első helyet. A 2009-es európai nagydíjon 5 év után újra nyerni tudott. A belga nagydíjon, Spában egy gyengébb eredmény következett (7. hely), majd kiváló versenytaktikával, az 5. helyről rajtolva, egy boxkiállással a monzai olasz nagydíjon megszerezte 2009. évi második, pályafutása 11. futamgyőzelmét, életben tartva világbajnoki reményeit.

#### 2010 – Egy régi álom teljesülése: Williams
2010-től a Williams csapatnál versenyez, ahol egy új rekordot állít fel a bahreini nagydíjon: 18. idényét kezdi el a Formula–1-ben, amit még senkinek sem sikerült elérnie. Csapattársa a csapat előző évi tesztpilótája, a 2009-es GP2-bajnok Nico Hülkenberg.
Az év első futamán, Bahreinben 11. helyről rajtolva 10.-ént ért célba. Ausztráliában a 8. helyen végzett. Malajziában a 7. rajtpozíciót szerezte meg, de sajnos a rajtnál beragadt egy probléma miatt és csak a mezőny után sikerült elindulnia, 12. fejezte be a versenyt. Spanyolországban a 9. helyen ért célba 2 pontot szerezve ezzel. Monacóban baleset miatt a 9. helyről feladni kényszerült a versenyt. A következő két versenyen, Törökországban és Kanadában is csak 14. lett. Valenciára a Williams újításokkal érkezett. Az időmérőn a két Williams EZREDRE azonos kört ment, de Hülkenberg hamarabb megtette mért körét így Barrichello a 9. helyről indulhatott. A rajtnál lerajtolta Hülkenberg majd a hibázó Webber mellett is elment, Barrichello a futamon a 4. lett. Angliában az időmérőn remeklő Barrichello a 8. rajt helyről indulhatott. A futamon 5.-ként ért célba, és meglett a Williams első dupla pontszerzése hisz Hülkenberg is a 10. lett. A német nagydíjon is a 8. helyről indulhatott, de a rajtot elrontotta és a 4. kanyarban még Kobayashi is feltartotta így csak a 12. lett Hülkenberget megelőzve a futamon. A Hungaroringen a gyors körén több apró hibát is vétett így csak a 12. helyről rajtolhatott. A futamon a 10. lett egy hajmeresztő előzést bemutatva Michael Schumacheren. A Belga nagydíjon a kiváló 7. rajthelyet szerezte meg a kemény gumikon. A futamon azonban az első kör utolsó kanyarjában kiesett amikor autója nem állt meg és belecsapódott Fernando Alonso Ferrarijába. Az Olasz GP-n bejutott a Q3-ba és ott a 10. helyet kaparintotta meg. És a futamon is 10.-ként ért célba. Szingapúrban a 6. helyről indulhatott és a futamon is huzamosabb ideig volt Webber előtt és a kiváló 6. helyen ért célba. A japán nagydíjon a 7. helyről indult a futamon azonban az autója meghibásodott, végig csúszkált és a végén csak a 9. helyen ért célba. Koreában a 10. helyről indult és a futamon a 7. helyen ért célba. Brazíliában Hülkenberg az első helyről indulhatott Barrichello pedig a 6.-ról. A futamon elrontották a boxkiállást, később Alguersuari defektet okozott a rutinos brazilnak, aki így még hátrébb esett. Végül csak a 14. lett. Abu Dhabiban a 7. helyről indulhatott. De a futamon itt sem volt szerencséje. Rossz volt a boxtaktika és végül csak a 12. lett. Rubens Barrichello a 2010-es évét az összetett 10. helyen zárta 47 ponttal.

##### 2011

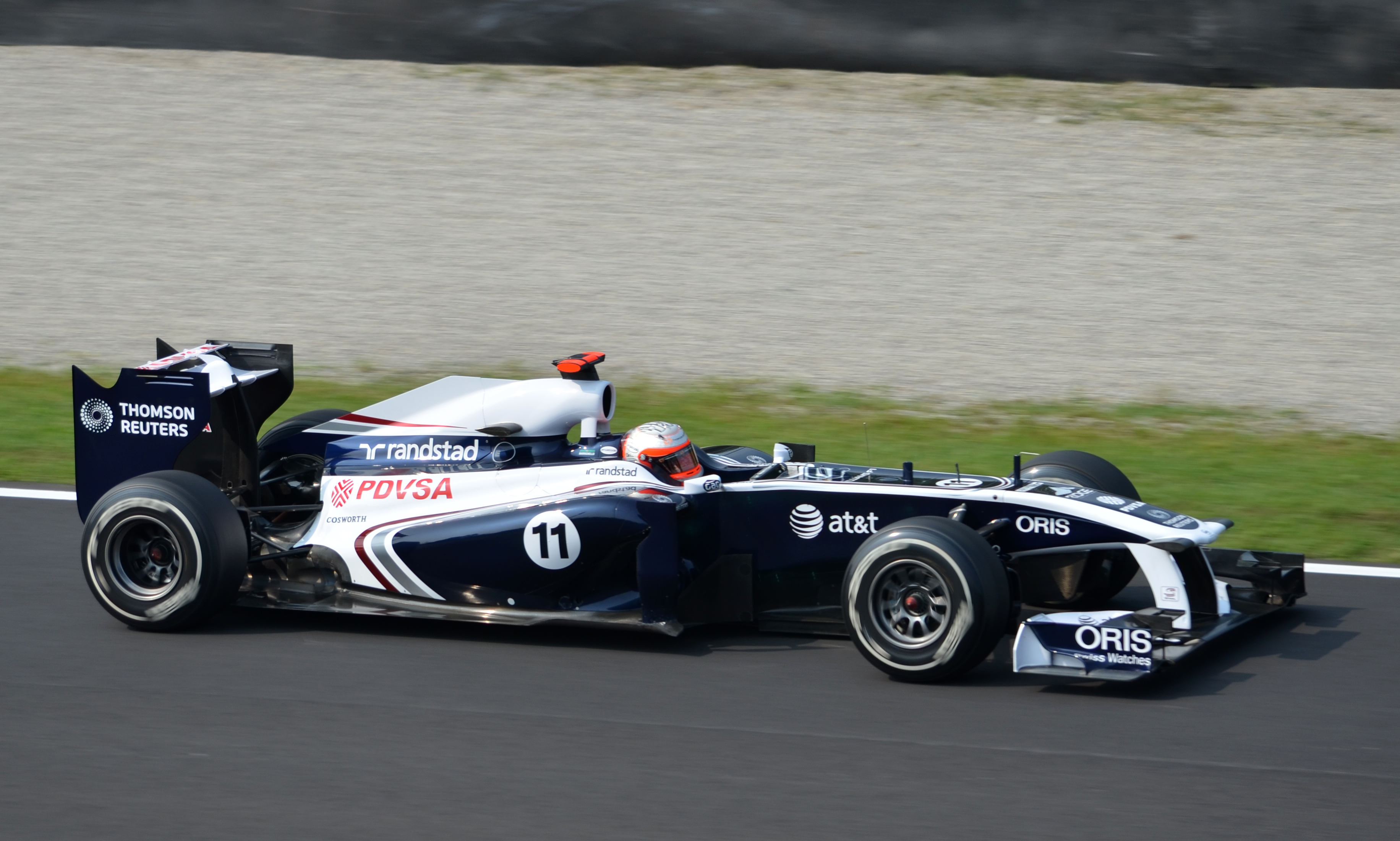
Az utolsó F1-es szezonjában, Az Olasz Nagydíjon

A Williams nagy reményekkel indult az évnek, mert a téli teszteken jól működött az autó, Rubens tesztnapot is tudott nyerni, azután az Ausztrál nagydíj időmérője mindenképp csalódás volt, ugyanis mindkét autó elvérzett a Q2-ben, Pastor Maldonado a 15., míg Barrichello csak a 17. lett. A futamon Rubensnek lett volna esélye a pontszerzésre, de összeütközött Nico Rosberggel, amiért később box-utca áthajtásos büntetést kapott és a verseny utolsó fázisában műszaki probléma miatt kiállt. A helyzet ezek után csak rosszabbodott, Malajziában már a Q1-ben meg kellett küzdenie egymással a két pilótának a bejutó helyért, ami végül Rubens Barrichellonak sikerült, de ő sem tudott tovább menni a Q3-ba, csak a 15. lett, Maldonado a másnapi futamon a 18. helyről indulhatott. A futamon ismét mindketten kiestek, Barrichello előbb Sutillal koccant, defektet kapott és idő előtt boxba hajtott új szett gumikért, azonban a futam középső fázisában hidraulikai probléma miatt kiállt, Maldonado eddig sem jutott, mert már a 8. körben kiállt, a motor gyújtásproblémái miatt. Ezután az autó nemhogy javult volna, de még lassabb lett, Rubens mindössze kétszer fért be a pontszerzők közé, mindkétszer 9. helyen végzett, előbb a balesetekkel tarkított Monacói nagydíjon, majd az eső áztatta Kanadai nagydíjon, Barrichello az évet a 17. helyen fejezte be, 4 ponttal míg csapattársa, Maldonado csak 1 pontot szerzett, a 19. lett a végelszámolásnál, a csapat a gyártók pontversenyében 5 ponttal mindössze a 9. helyre volt elég, csak a három kis csapatnál bizonyultak erősebbnek! Rubens helye hosszú ideig kérdéses volt, ám amikor Frank Williams kimondta a végítéletet – azaz, hogy Rubensnek távoznia kell ugyanis Bruno Senna veszi át a helyét – Barrichello sorsa megpecsételődött a 2012-es idényre.
2014-ben volt remény a visszatérésre, miután egybehangzó sajtóhírek szerint előzetesen megállapodott a Caterhammal és a csapatfőnök Colin Kollessal arról, hogy a szezon utolsó három nagydíjára (amerikai, brazil, abu-dhabi) visszatér Kamui Kobayashi helyén a száguldó cirkuszba, de ez a Caterham csődje miatt nem valósulhatott meg.

### A Formula–1 után

#### IndyCar
Barrichello 2012-ben jó barátja, Tony Kanaan invitálására részt vett egy néhány napos teszten a KV Racing Technology csapatánál Sebringben, majd a sonomai Infineon Racewayen ismét tesztelt a csapattal. Ezt követően szerződést kapott a KV Racing Technologytól a 2012-es szezonra, ahol a fent említett Tony Kanaan, valamint a korábbi GP2-es pilóta Ernesto Viso csapattársa lett.
Tengerentúli kitérője azonban nehezen indult be, a szezon második versenyén, Alabamában mégis a 8. helyen végzett, majd a long beach-i viadalon 9. lett, a legendás Indianapolis 500-on pedig 11. lett, amivel az "Év újonca" lett. Szezonbéli legjobb eredménye a Sonomában elért 4. helye volt, majd a rákövetkező futamon, Baltimoreban 5. lett. A szezont végül a 12. helyen zárta, azonban nem maradt a csapatnál 2013-ra, és miután újat sem talált, hazája bajnokságában, a Stock Car Brasilban folytatta pályafutását.

## Eredményei

### Formula–1-es Futamgyőzelmek
| Év   | Nagydíj          |
| ---- | ---------------- |
| 2000 | német nagydíj    |
| 2002 | európai nagydíj  |
| 2002 | magyar nagydíj   |
| 2002 | olasz nagydíj    |
| 2002 | amerikai nagydíj |
| 2003 | brit nagydíj     |
| 2003 | japán nagydíj    |
| 2004 | olasz nagydíj    |
| 2004 | kínai nagydíj    |
| 2009 | európai nagydíj  |
| 2009 | olasz nagydíj    |

### Teljes Formula–1-es eredménysorozata
(Táblázat értelmezése)

(Félkövér: pole-pozícióból indult; dőlt: leggyorsabb kört futott) 

| Év   | Csapat   | 1       | 2      | 3       | 4      | 5      | 6      | 7      | 8      | 9      | 10     | 11     | 12     | 13     | 14     | 15     | 16     | 17     | 18     | 19     | Helyezés | Pont |
| ---- | -------- | ------- | ------ | ------- | ------ | ------ | ------ | ------ | ------ | ------ | ------ | ------ | ------ | ------ | ------ | ------ | ------ | ------ | ------ | ------ | -------- | ---- |
| 1993 | Jordan   | RSA Ki  | BRA Ki | EUR Ki  | SMR Ki | ESP 12 | MON 9  | CAN Ki | FRA 7  | GBR 10 | GER Ki | HUN Ki | BEL Ki | ITA Ki | POR 13 | JPN 5  | AUS Ki |        |        |        | 18.      | 2    |
| 1994 | Jordan   | BRA 4   | PAC 3  | SMR Sér | MON Ki | ESP Ki | CAN 7  | FRA Ki | GBR 4  | GER Ki | HUN Ki | BEL Ki | ITA 4  | POR 4  | EUR 12 | JPN Ki | AUS 4  |        |        |        | 6.       | 19   |
| 1995 | Jordan   | BRA Ki  | ARG Ki | SMR Ki  | ESP 7  | MON Ki | CAN 2  | FRA 6  | GBR 11 | GER Ki | HUN 7  | BEL 6  | ITA Ki | POR 11 | EUR 4  | PAC Ki | JPN Ki | AUS Ki |        |        | 11.      | 11   |
| 1996 | Jordan   | AUS Ki  | BRA Ki | ARG 4   | EUR 5  | SMR 5  | MON Ki | ESP Ki | CAN Ki | FRA 9  | GBR 4  | GER 6  | HUN 6  | BEL Ki | ITA 5  | POR Ki | JPN 9  |        |        |        | 8.       | 14   |
| 1997 | Stewart  | AUS Ki  | BRA Ki | ARG Ki  | SMR Ki | MON 2  | ESP Ki | CAN Ki | FRA Ki | GBR Ki | GER Ki | HUN Ki | BEL Ki | ITA 13 | AUT 14 | LUX Ki | JPN Ki | EUR Ki |        |        | 13.      | 6    |
| 1998 | Stewart  | AUS Ki  | BRA Ki | ARG 10  | SMR Ki | ESP 5  | MON Ki | CAN 5  | FRA 10 | GBR Ki | AUT Ki | GER Ki | HUN Ki | BEL Ni | ITA 10 | LUX 11 | JPN Ki |        |        |        | 12.      | 4    |
| 1999 | Stewart  | AUS 5   | BRA Ki | SMR 3   | MON 9  | ESP Ki | CAN Ki | FRA 3  | GBR 8  | AUT Ki | GER Ki | HUN 5  | BEL 10 | ITA 4  | EUR 3  | MAL 5  | JPN 8  |        |        |        | 7.       | 21   |
| 2000 | Ferrari  | AUS 2   | BRA Ki | SMR 4   | GBR Ki | ESP 3  | EUR 4  | MON 2  | CAN 2  | FRA 3  | AUT 3  | GER 1  | HUN 4  | BEL Ki | ITA Ki | USA 2  | JPN 4  | MAL 3  |        |        | 4.       | 62   |
| 2001 | Ferrari  | AUS 3   | MAL 2  | BRA Ki  | SMR 3  | ESP Ki | AUT 3  | MON 2  | CAN Ki | EUR 5  | FRA 3  | GBR 3  | GER 2  | HUN 2  | BEL 5  | ITA 2  | USA 15 | JPN 5  |        |        | 3.       | 56   |
| 2002 | Ferrari  | AUS Ki  | MAL Ki | BRA Ki  | SMR 2  | ESP Ni | AUT 2  | MON 7  | CAN 3  | EUR 1  | GBR 2  | FRA Ni | GER 4  | HUN 1  | BEL 2  | ITA 1  | USA 1  | JPN 2  |        |        | 2.       | 77   |
| 2003 | Ferrari  | AUS Ki  | MAL 2  | BRA Ki  | SMR 3  | ESP 3  | AUT 3  | MON 8  | CAN 5  | EUR 3  | FRA 7  | GBR 1  | GER Ki | HUN Ki | ITA 3  | USA Ki | JPN 1  |        |        |        | 4.       | 65   |
| 2004 | Ferrari  | AUS 2   | MAL 4  | BHR 2   | SMR 6  | ESP 2  | MON 3  | EUR 2  | CAN 2  | USA 2  | FRA 3  | GBR 3  | GER 12 | HUN 2  | BEL 3  | ITA 1  | CHN 1  | JPN Ki | BRA 3  |        | 2.       | 114  |
| 2005 | Ferrari  | AUS 2   | MAL Ki | BHR 9   | SMR Ki | ESP 9  | MON 8  | EUR 3  | CAN 3  | USA 2  | FRA 9  | GBR 7  | GER 10 | HUN 10 | TUR 10 | ITA 12 | BEL 5  | BRA 6  | JPN 11 | CHN 12 | 8.       | 38   |
| 2006 | Honda    | BHR 15  | MAL 10 | AUS 7   | SMR 10 | EUR 5  | ESP 7  | MON 4  | GBR 10 | CAN Ki | USA 6  | FRA Ki | GER Ki | HUN 4  | TUR 8  | ITA 6  | CHN 6  | JPN 12 | BRA 7  |        | 7.       | 30   |
| 2007 | Honda    | AUS 11  | MAL 11 | BHR 13  | ESP 10 | MON 10 | CAN 12 | USA Ki | FRA 11 | GBR 9  | EUR 11 | HUN 18 | TUR 17 | ITA 10 | BEL 13 | JPN 10 | CHN 15 | BRA Ki |        |        | 20.      | 0    |
| 2008 | Honda    | AUS Kiz | MAL 13 | BHR 11  | ESP Ki | TUR 14 | MON 6  | CAN 7  | FRA 14 | GBR 3  | GER Ki | HUN 16 | EUR 16 | BEL Ki | ITA 17 | SIN Ki | JPN 13 | CHN 11 | BRA 15 |        | 14.      | 11   |
| 2009 | Brawn    | AUS 2   | MAL 5‡ | CHN 4   | BHR 5  | ESP 2  | MON 2  | TUR Ki | GBR 3  | GER 6  | HUN 10 | EUR 1  | BEL 7  | ITA 1  | SIN 6  | JPN 7  | BRA 8  | UAE 4  |        |        | 3.       | 77   |
| 2010 | Williams | BHR 10  | AUS 8  | MAL 12  | CHN 12 | ESP 9  | MON Ki | TUR 14 | CAN 14 | EUR 4  | GBR 5  | GER 12 | HUN 10 | BEL Ki | ITA 10 | SIN 6  | JPN 9  | KOR 7  | BRA 14 | UAE 12 | 10.      | 47   |
| 2011 | Williams | AUS Ki  | MAL Ki | CHN 13  | TUR 15 | ESP 17 | MON 9  | CAN 9  | EUR 12 | GBR 13 | GER Ki | HUN 13 | BEL 16 | ITA 12 | SIN 13 | JPN 17 | KOR 12 | IND 15 | UAE 12 | BRA 14 | 17.      | 4    |

‡ A versenyt félbeszakították, és nem teljesítették a táv 75%-át, így a helyezéséért járó pontoknak csak a felét kapta meg.

### IndyCar
| Év   | Csapat               | Motor     | 1      | 2     | 3     | 4      | 5       | 6      | 7      | 8      | 9     | 10     | 11     | 12     | 13    | 14    | 15    | 16     | Helyezés | Pont |
| ---- | -------------------- | --------- | ------ | ----- | ----- | ------ | ------- | ------ | ------ | ------ | ----- | ------ | ------ | ------ | ----- | ----- | ----- | ------ | -------- | ---- |
| 2012 | KV Racing Technology | Chevrolet | STP 17 | ALA 8 | LBH 9 | SAO 10 | INDY 11 | DET 25 | TXS Ni | MIL 10 | IOW 7 | TOR 11 | EDM 13 | MDO 15 | CHN T | SNM 4 | BAL 5 | FON 22 | 12.      | 289  |

### Teljes Stock Car Brasil eredménysorozata
(Táblázat értelmezése)

(Félkövér: pole-pozícióból indult; dőlt: leggyorsabb kört futott) 

| Év   | Csapat           | Autó            | 1        | 2        | 3        | 4        | 5       | 6        | 7       | 8         | 9        | 10       | 11       | 12       | 13       | 14       | 15       | 16       | 17       | 18       | 19       | 20        | 21       | 22      | Helyezés | Pont |
| ---- | ---------------- | --------------- | -------- | -------- | -------- | -------- | ------- | -------- | ------- | --------- | -------- | -------- | -------- | -------- | -------- | -------- | -------- | -------- | -------- | -------- | -------- | --------- | -------- | ------- | -------- | ---- |
| 2012 | Medley Full Time | Peugeot 408     | INT      | CUR      | VEL      | RBP      | LON     | RIO      | SAL     | CAS       | TAR      | CUR 22   | BSB Ki   | INT 22   |          |          |          |          |          |          |          |           |          |         | HN‡      | 0‡   |
| 2013 | Full Time Sports | Chevrolet Sonic | INT 25   | CUR 19   | TAR 20   | SAL 2    | BRA 4   | CAS 13   | RBP 5   | CAS 25    | VEL 12   | CUR 10   | BRA 11   | INT 8    |          |          |          |          |          |          |          |           |          |         | 8.       | 120  |
| 2014 | Full Time Sports | Chevrolet Sonic | INT 1 9  | SCZ 1 16 | SCZ 2 Ni | BRA 1 24 | BRA 2 4 | GOI 1 9  | GOI 2   | GOI 1     | CAS 1    | CAS 2 18 | CUR 1 7  | CUR 2    | VEL 1 4  | VEL 2 6  | SCZ 1 19 | SCZ 2 11 | TAR 1 9  | TAR 2    | SAL 1 4  | SAL 2 4   | CUR 1 3  |         | 1.       | 234  |
| 2015 | Full Time Sports | Chevrolet Sonic | GOI 1 14 | RBP 1 6  | RBP 2 6  | VEL 1 4  | VEL 2 5 | CUR 1 9  | CUR 2   | SCZ 1 3   | SCZ 2 Ki | CUR 1 11 | CUR 2 8  | GOI 1 20 | CAS 1 23 | CAS 2 10 | MOU 1 5  | MOU 2 4  | CUR 1 12 | CUR 2 6  | TAR 1 6  | TAR 2     | INT 1 Ki |         | 4.       | 188  |
| 2016 | Full Time Sports | Chevrolet Sonic | CUR 1 20 |          |          |          |         |          |         |           |          |          |          |          |          |          |          |          |          |          |          |           |          |         | 2.       | 295  |
| 2016 | Full Time Sports | Chevrolet Cruze |          | VEL 1 6  | VEL 2 5  | GOI 1 11 | GOI 2 3 | SCZ 1 21 | SCZ 2   | TAR 1 17† | TAR 2 11 | CAS 1 17 | CAS 2 1  | INT 1 2  | LON 1 6  | LON 2 1  | CUR 1 11 | CUR 2    | GOI 1    | GOI 2 5  | CRI 1 3  | CRI 2 22† | INT 1 2  |         | 2.       | 295  |
| 2017 | Full Time Sports | Chevrolet Cruze | GOI 1 Ki | GOI 2 4  | VEL 1 7  | VEL 2 5  | SCZ 1   | SCZ 2 17 | CAS 1 6 | CAS 2 5   | CUR 1 4  | CRI 1 Ki | CRI 2 14 | VCA 1 16 | VCA 2 Ki | LON 1 3  | LON 2 3  | ARG 1 21 | ARG 2 1  | TAR 1 9  | TAR 2 18 | GOI 1 6   | GOI 2 17 | INT 1 5 | 5.       | 251  |
| 2018 | Full Time Sports | Chevrolet Cruze | INT 1 2  | CUR 1 13 | CUR 2 4  | VEL 1 Ki | VEL 2 9 | LON 1 4  | LON 2   | SCZ 1 Ki  | SCZ 2 6  | GOI 1    | MOU 1 9  | MOU 2 7  | CAS 1 7  | CAS 2 14 | VCA 1 11 | VCA 2 3  | TAR 1    | TAR 2 10 | GOI 1 5  | GOI 2 Ki  | INT 1 6  |         | 4.       | 242  |

‡ Nem jogosult pontokra.
† Nem fejezte be a futamot, de helyezését értékelték, mivel teljesítette a versenytáv több, mint 90%-át.

## Magánélete
Rubens Barrichello 1997-ben vette el Silvana Giaffonét, az egykori kitűnő IndyCar pilóta Felipe Giaffone unokatestvérét. Házasságukból két gyermekük született, Eduardo (2001) és Fernando (2005). A pár azonban 2019-ben elvált, amit maga Rubens árult el a "Beyond the Grid" podcastben.
2018 januárjában Barrichello erős fejfájásra panaszkodott, majd a helyzet súlyosságát felismerve feleségével a kórházba siettek és a vizsgálatok alapján egy rosszindulatú nyaktumort fedeztek fel, ami azonnali műtétet igényelt, de később felépült és újra versenyezhetett.
Legidősebb fia, Eduardo szintén autóversenyző, jelenleg a Stock Car Pro Seriesben versenyez édesapjával egy csapatban.

## Becenevek
Barrichello gyakran használt beceneve: „Rubinho”, azaz „kicsi Rubens”.